# Brocourt-en-Argonne
Brocourt-en-Argonne település Franciaországban, Meuse megyében. Lakosainak száma 46 fő (2022. január 1.). Brocourt-en-Argonne Brabant-en-Argonne, Clermont-en-Argonne, Dombasle-en-Argonne, Jouy-en-Argonne, Nixéville-Blercourt és Les Souhesmes-Rampont községekkel határos.

## Népesség
A település népességének változása:
| Lakosok száma | 45   | 46   | 48   | 47   | 46   | 46   | 46   | 46   | 46   |
|               | 2013 | 2015 | 2016 | 2017 | 2018 | 2019 | 2020 | 2021 | 2022 |